# Římskokatolická farnost Deštná
Římskokatolická farnost Deštná (lat. Teschna, něm. Töschen) je církevní správní jednotka sdružující římské katolíky na území vesnice Deštná a v jejím okolí. Organizačně spadá do českolipského vikariátu, který je jedním z 10 vikariátů litoměřické diecéze. Centrem farnosti je kostel svatého Václava v Deštné.

## Historie farnosti
Nejstarší písemný doklad o kostele v Deštné je z roku 1352, kostel sám však (dle zachovaných reliktů románské architektury) lze datovat do doby před rokem 1230. Kostel byl původně k východu orientovaná čistě románská stavba. V 18. století byl kostel rozšířen a přeorientován k jihu. Původní presbytář (apsida) se stal jakousi boční kaplí. Od roku 1669 jsou v místě vedeny matriky. V letech 1727-1784 spadala Deštná pod farnost Tuháň. V roce 1784 byla v místě zřízena lokálie a v roce 1891 byla v Deštné zřízena samostatná farnost. Ve 20. století přestala být obsazována knězem, a začali sem dojíždět kněží z okolí. V současné době je farnost administrována in spiritualibus z Jestřebí. Materiálním správcem farnosti je trvalý jáhen z Dubé.
Barokní kaple svatého Jana Nepomuckého byla postavena v Dražejově roku 1767. Přečkala zhoubný požár vsi v roce 1832. V roce 1835 byla přestavěna. V roce 2009 byla znovuvysvěcena litoměřickým biskupem Janem Baxantem.

### Duchovní správcové vedoucí farnost
Začátek působnosti jmenovaného v duchovní správě farnosti od:
- 1352 Svatoslav
- 1356 Nicolaus
- Petrus
- 1365 Hanko z Lípy
- 1367 Theodorich, † 1370
- 1370 Stephanus
- 1373 Joannes
- 1373 Joannes z Veltrus
- 1395-1401 Henricus
- 1788 cap. loc. Robert. Oehl Serv. B.V. M.
- 1807 cap. loc. Henr. Scheiner
- 1809 cap. loc. Jos. Freyesleben, n. 9.11.1778 Kamnicens., o. 24. 8. 1803
- 1819 cap. loc. Jos. Michalek, n. 6.9.1783 Morgenstern, o. 30. 8. 1806, † 14. 12. 1864
- 1821 cap. loc. vacat
- 1821 cap. loc. Franc. Raubach, n. 26. 4. 1775 Semily, o. 8. 9. 1805, † 16. 5. 1843
- 1843 cap. loc. Franc. Knesch, n. 10. 10. 1802 Reichenberg, o. 4. 9. 1827, † 23. 10. 1866
- 1850 cap. loc. Joann. Pruscha, n. 4. 7. 1810 Rokytn., o. 4. 8. 1834, † 28. 12. 1895
- 1853 cap. loc. Joann. Nigrin, n. 22. 3. 1812 Vysoké n. J., o. 3. 8. 1840, † 20. 12. 1858
- 1860 cap. loc. Ign. Zimmerhakl, n. 18. 11. 1817 Provodín, o. 7. 8. 1842, † 19. 1. 1899
- 1864 chybí katalog
- 1865 cap. loc. Wenc. Ahne, n. 7. 4. 1826 Güntersdorf, o. 17. 1. 1850, † 4. 9. 1883
- 1884 cap. loc. vacat, admin. int. Anton. Ullrich
- 1885 cap. loc. Philipp. Lehnisch, n. 15. 12. 1852 Prag, o. 14. 7. 1877, † 24. 6. 1917
- 1893 par. vacat, admin. int. Eduard. Mattes
- 1894 Eduard. Mattes, n. 1. 3. 1862 Mn. Hradiště, o. 16. 5. 1886, † 23. 12. 1944
- 1898 par. vacat, admin. int. Ottocar. Kobosil
- 1899 Paulus Jirounek, n. 25. 6. 1862 Poříčí, o. 27. 5. 1888, † 24. 2. 1956
- 1914 Guil. Beuys, n. 18. 1. 1881 Pont (D), o. 14. 7. 1907, † 29. 9. 1945
- 1. 12. 1935 Adolph. Jaksch, n. 25. 2. 1897 Niems, o. 25. 6. 1922
- 15. 7. 1945 par. vacat
- 24. 7. 1945 par. vacat, admin. exc. Erhardus Lang
- 1. 10. 1946 Karel Petržílek
- 1. 2. 1951 Václav Červinka
- 1. 3. 1973 Josef Bělohlav
- 1. 2. 1992 Jaroslav Macoun, admin. exc.; od 1. 5. 1992 admin. exc. in spiritualibus z Jestřebí
  - 1. 5. 1992 Milan Mordačik, trvalý jáhen, admin. exc. in materialibus z Dubé
- 15. 1. 2001 Viliam Matějka, admin. exc. in spiritualibus z České Lípy
- 7. 8. 2009 Grzegorz Jacek Wolanski, admin. exc. in spiritualibus ze Zákup
- 28. 4. 2011 Josef Rousek, admin. exc. in spiritualibus z Jestřebí, † 9. 10. 2020
- 12. 10. 2020 Rudolf Repka, admin. exc. in spiritualibus ze Cvikova[5]

Kromě kněží stojících v čele farnosti, působili ve farnosti v průběhu její historie i jiní kněží. Většinou pracovali jako farní vikáři, kaplani, katecheté, výpomocní duchovní aj.

## Území farnosti
Do farnosti náleží území těchto obcí:
- Deštná
- Dražejov
- Kluk
- Nedvězí
- Osinalice
- Zakšín

## Římskokatolické sakrální stavby na území farnosti
| | Fotografie | Stavba                     | Místo    | Bohoslužby                      | Zeměpisné souřadnice             | Status       | Číslo kulturní památky           |
| Kostel | Kostel     | Kostel                     | Kostel   | Kostel                          | Kostel                           | Kostel       | Kostel                           |
| --- | ---------- | -------------------------- | -------- | ------------------------------- | -------------------------------- | ------------ | -------------------------------- |
| 1. |            | Kostel sv. Václava         | Deštná   | bližší informace o bohoslužbách | 50°31′19″ s. š., 14°30′58″ v. d. | farní kostel | 46572/5-3427 (Pk•MIS•Sez•Obr•WD) |
| Kaple |            |                            |          |                                 |                                  |              |                                  |
| 2. |            | Kaple sv. Jana Nepomuckého | Dražejov | bližší informace o bohoslužbách | 50°30′37″ s. š., 14°32′53″ v. d. | kaple        | 32856/5-2923 (Pk•MIS•Sez•Obr•WD) |
| Některé drobné sakrální stavby a pamětihodnosti lze dohledat zde v databázi Drobné sakrální památky Zaniklé sakrální stavby lze dohledat zde v databázi Poškozené a zničené kostely, kaple a synagogy v České republice |            |                            |          |                                 |                                  |              |                                  |

Ve farnosti se mohou nacházet i další drobné sakrální stavby, místa římskokatolického kultu a pamětihodnosti, které neobsahuje tato tabulka.

## Příslušnost k farnímu obvodu
Z důvodu efektivity duchovní správy byl vytvořen farní obvod (kolatura) farnosti Jestřebí, jehož součástí je i farnost Deštná, která je tak po duchovní stránce spravována excurrendo. Po materiální stránce je farnost Deštná spravována excurrendo z farnosti – děkanství Dubá. Přehled těchto kolatur je v tabulce farních obvodů českolipského vikariátu.